# Genterovci
Genterovci (mađarski: Gönterhaza) je naselje u slovenskoj Općini Lendavi. Genterovci se nalazi u pokrajini Prekomurju i statističkoj regiji Pomurju. 

## Stanovništvo
Prema popisu stanovništva iz 2002. godine naselje je imalo 206 stanovnika.